# Musée national de Wrocław
Le Musée national de Wrocław (MNWr) (en polonais : Muzeum Narodowe we Wrocławiu) est l'un des principaux musées de Wrocław et de la Basse-Silésie. Les collections du musée comprennent principalement de la peinture et de la sculpture, avec un accent particulier sur l'art de toute la Silésie. Le musée se compose d'un bâtiment principal et de trois succursales.

## Historique

### Jusqu'à la fin de la Seconde Guerre mondiale

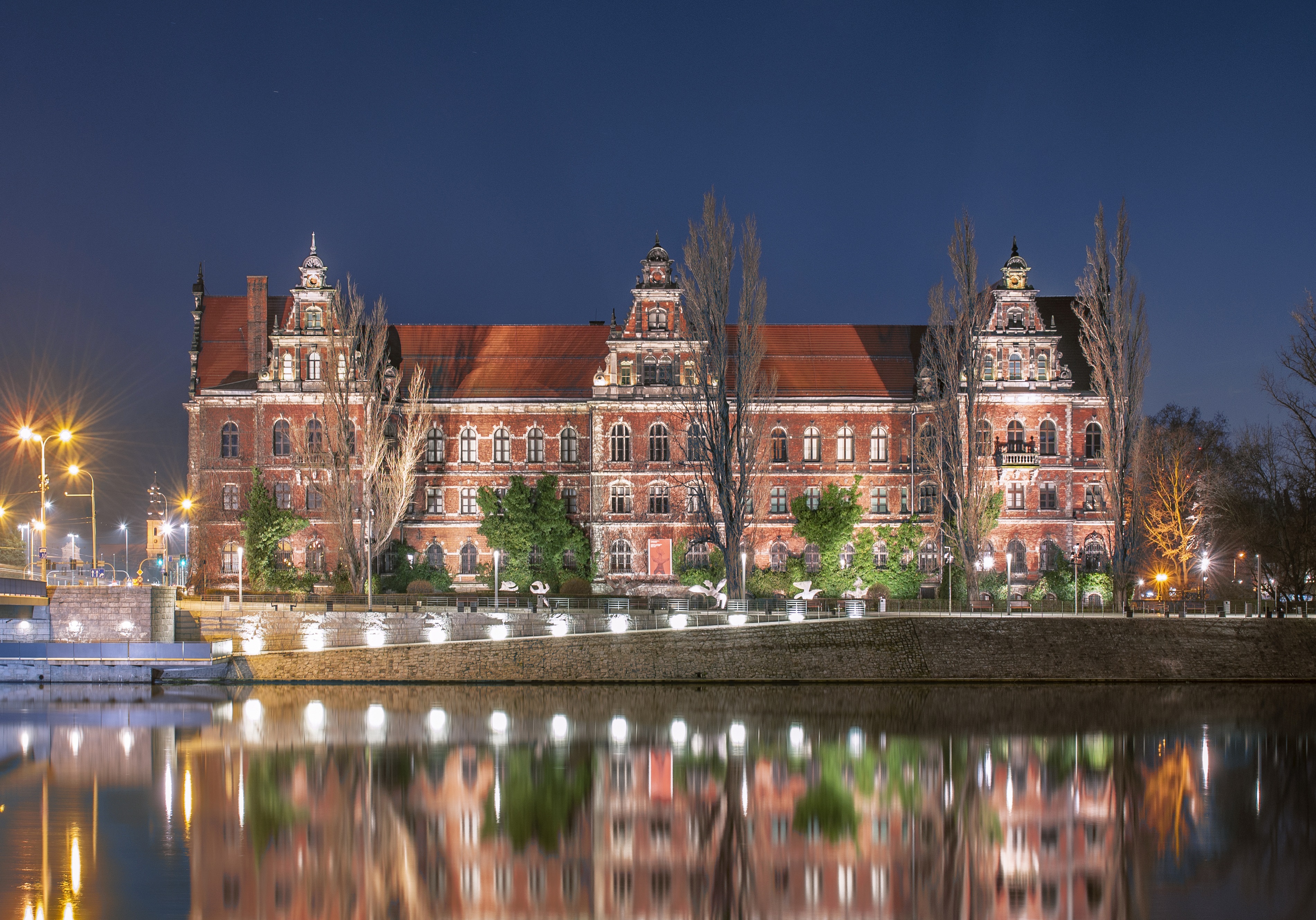
Le musée bordé par l'Oder

Depuis le XIXe siècle et jusqu'en 1945, le Musée national de Wrocław (alors Breslau, rattachée à la Prusse puis à l'Allemagne), a porté plusieurs noms. Créé en 1815, le Musée royal d'art et des antiquités (Königliches Museum für Kunst und Altertümer) devient en 1880 le Musée silésien des beaux-arts (Schlesisches Museum der Bildenden Künste), puis, en 1899, le Musée silésien des métiers d'art et des antiquités (Schlesisches Museum für Kunstgewerbe und Altertümer) en 1899. Le musée est très soutenu à cette époque par les familles d'industriels Weissenberg et Silberberg, et ce, jusqu'en 1932. En 1933, l'arrivée du nazisme met en route, comme pour tous les musées allemands, une politique d'exclusion de certaines œuvres exposées assimilées à de l'art dégénéré. Pendant la Seconde Guerre mondiale, les œuvres conservées ont été retirées de Wrocław pour être mise en sécurité, mais une grande partie de la collection été soit détruite, soit dispersée pendant la guerre ; un certain nombre d'œuvres a été confisqué au moment de l'occupation de la ville par les troupes soviétiques.

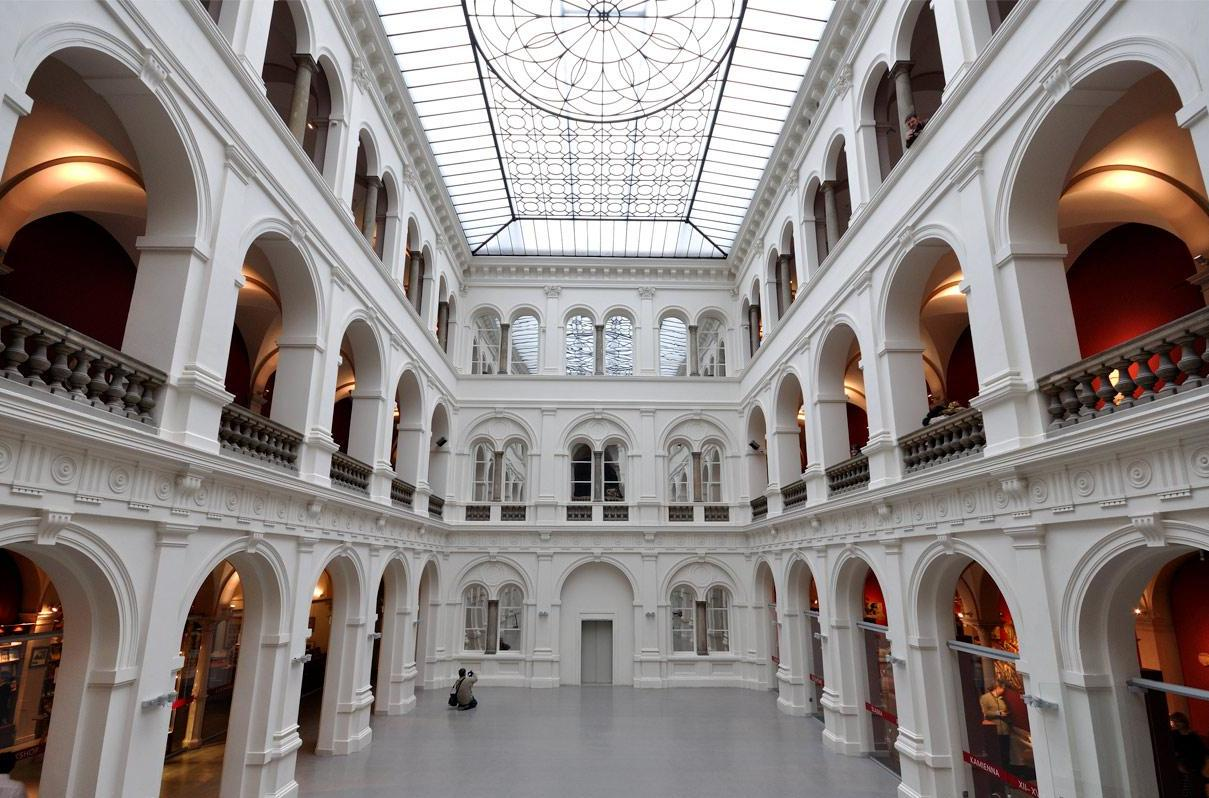
L'intérieur du musée

### Après la Seconde Guerre mondiale
Après la Seconde Guerre mondiale, Wrocław est rattachée à la Pologne et il est décidé de créer un nouveau musée, polonais, qui est fondé le 1er janvier 1947. En raison de l'endommagement voire de la destruction des anciens bâtiments du musée, le bâtiment actuel sur la place des Insurgés de Varsovie (pl) devient le siège du musée. Le musée est ouvert au public depuis le 11 juillet 1948. L'institution a changé plusieurs fois de nom : d'abord Musée d'État, il devient Musée de Silésie en 1950, puis est élevé au rang de Musée national en 1970.

## Directeurs
- Jerzy Güttler (pl) (1947-1952)
- Zbigniew Hornung (pl) (1952-1953)
- Józef Gębczak (pl) (1953-1959)
- Zbigniew Hornung (pl) (1959-1962)
- Maria Starzewska (pl) (1963-1969)
- Leszek Itman (1970-1983)
- Mariusz Hermansdorfer (pl) (1983-2013)
- Piotr Oszczanowski (depuis 2014)[3]

## Bâtiment et abords

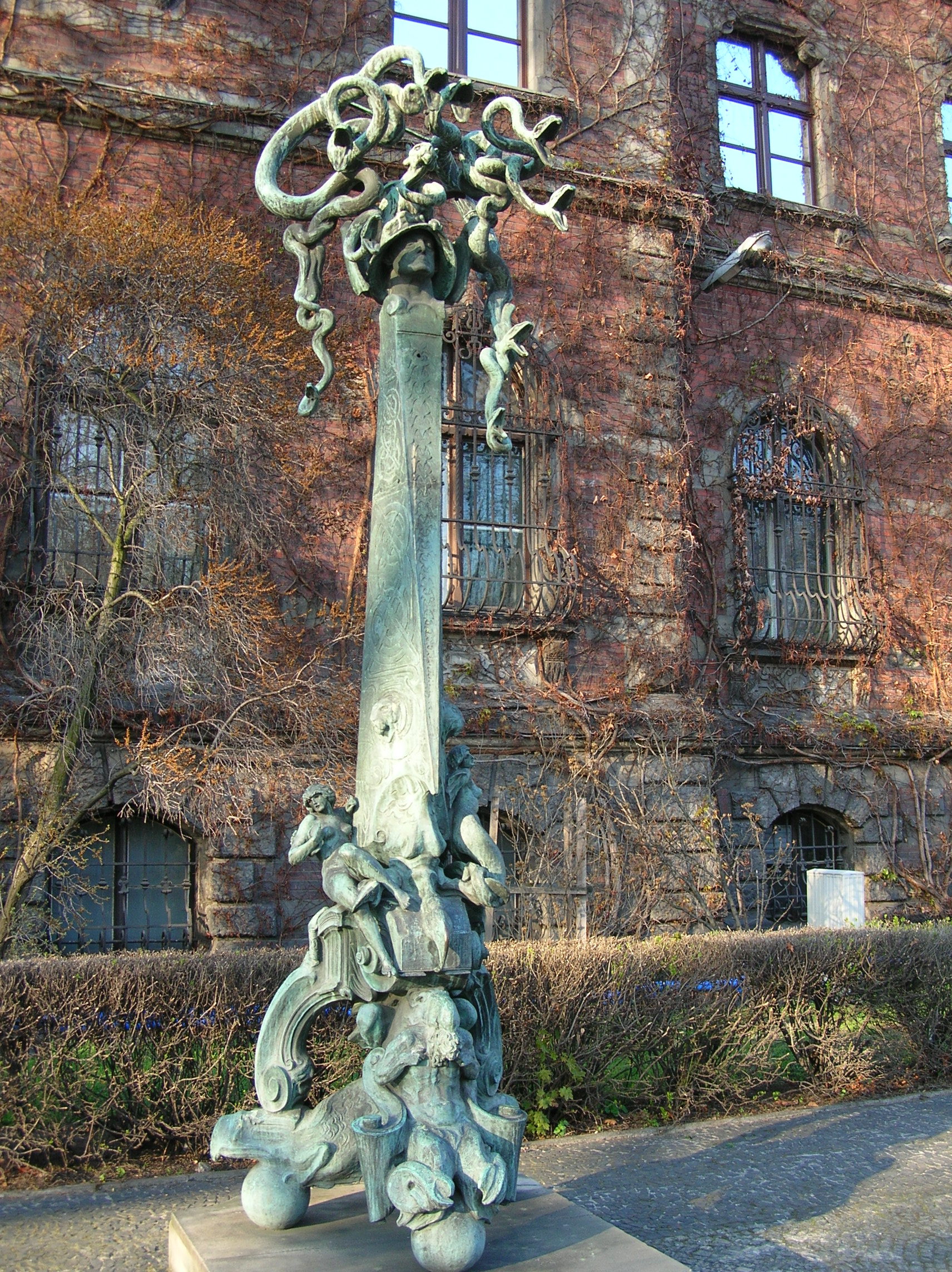
La sculpture Allégorie de la pêche de Christian Behrens de 1883 devant le Musée National

Le bâtiment actuel du musée est construit dans les années 1883-1886 dans le style néo-Renaissance tardif, selon des plans de l'architecte Karl Friedrich Endell (de), pour servir de siège du conseil de la province de Silésie. Partiellement endommagé pendant la Seconde Guerre mondiale, il est reconstruit après la guerre puis adapté à des fins muséales en 1946-1947. Depuis, il abrite le Musée national.
Le musée est bordé par l'Oder, le boulevard Xawery Dunikowski et la place des Insurgés de Varsovie. Il est entouré de nombreuses sculptures. À l'entrée principale du bâtiment se trouvent des statues en bronze de Robert Härtel (de) représentant deux grands artistes de la Renaissance, Albrecht Dürer et Michel-Ange. À l'angle sud-ouest du bâtiment se dresse la sculpture Allégorie de la pêche de Christian Behrens (en). Au bord de la rivière se trouve également un groupe de sculptures appelées Chevaliers du roi Arthur, dues à Magdalena Abakanowicz.

## Collections
Les collections du Musée national de Wrocław comptent actuellement plus de 200 000 objets représentant tous les domaines de l'art. Le noyau de la collection est constitué d'objets provenant principalement de Wrocław et de Basse-Silésie, et une partie importante d'entre eux provient des collections d'anciens musées allemands. Il existe également des œuvres d'art données en 1946 par les galeries d'art de Lviv par les autorités soviétiques de l'époque. Grâce aux achats réguliers d'œuvres de peinture, de graphisme, de sculpture et d'artisanat artistique, elle est en constante expansion, grâce à laquelle les collections de Wrocław comptent parmi les plus grandes et les plus diversifiées du pays.
Actuellement, l'exposition dans le bâtiment principal est divisée en six galeries permanentes. Jusqu'en 2018, à la place de la galerie Cudo-twórcy, il y avait une exposition d'œuvres d'art contemporain, mais la majeure partie est présentée dans la branche du Pavillon des Quatre Dômes.

### Sculpture en pierre silésienne desXIIe–XVIesiècles

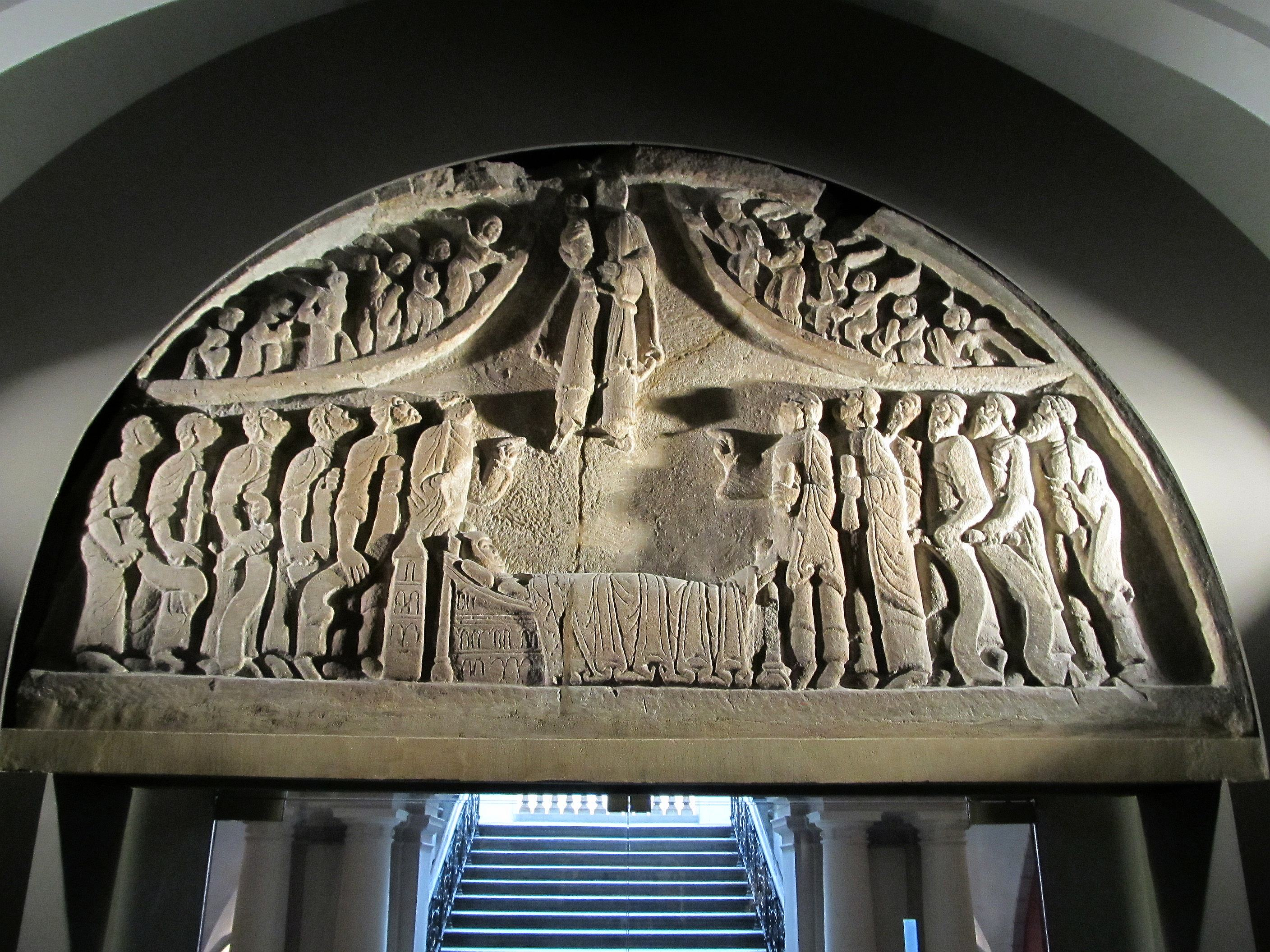
Tympan d'Ołbin, XIIe siècle

Elle est constituée de plusieurs sculptures en pierre et de leurs fragments, c'est pourquoi la galerie est communément appelée lapidaire. L'exposition présente des exemples d'architecture romane et gothique et de sculptures sur pierre tombale. Parmi les monuments romans, il faut souligner le tympan d'Ołbin (pl) du XIIe siècle, provenant du portail de l'église Saint-Vincent (pl).
À côté se trouvent les pierres tombales des princes silésiens de la dynastie des Piasts (en). L'objet le plus précieux est la pierre tombale centrale du prince Henri IV le Juste. C'est l'une des plus belles pierres tombales princières gothiques de cette partie de l'Europe. En 1946, le sarcophage a été découvert dans le village de Wierzbna, près de Świdnica, où il avait été caché pendant la Seconde Guerre mondiale par crainte d'être détruit.
De plus, des sculptures en pierre sont également présentées, dont une Pietà de l'église Sainte-Marie-sur-le-Sable. La sculpture a été réalisée vers 1400, probablement dans l'atelier d'un maître de Wrocław, et représente Marie assise tenant le corps du Christ sur ses genoux.
L'exposition comprend également six vitraux du XVe siècle, dont deux représentant la scène de l'Annonciation. L'un d'eux représente l'archange Gabriel, et l'autre représente Marie, sur laquelle descend une colombe symbolisant le Saint-Esprit. Les vitraux se distinguent par leurs couleurs intenses, dominées par le violet foncé, le rouge et le bleu.

### Art silésien desXIVe–XVIesiècles

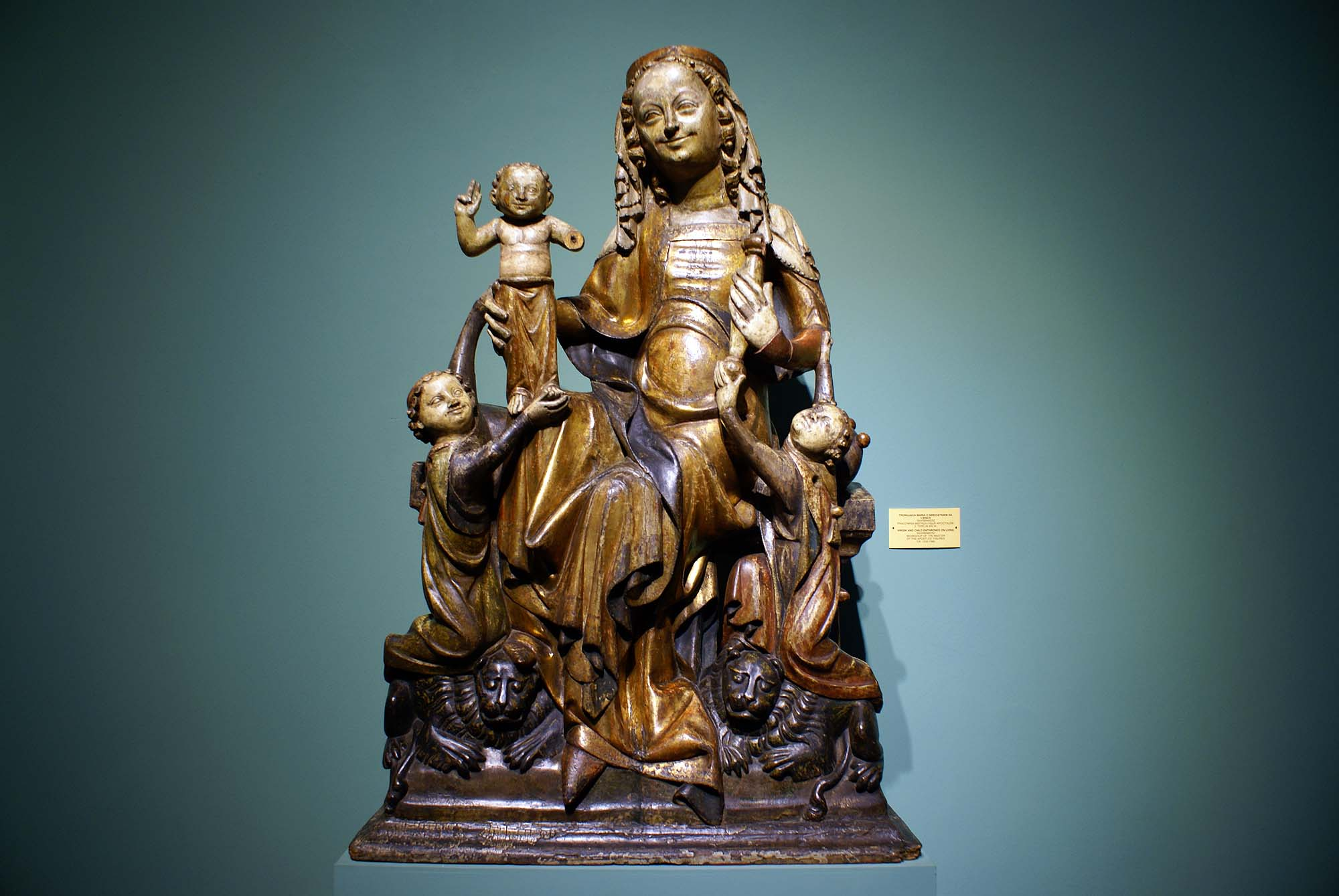
Madone au Lion de Kowalów, XIVe siècle

La partie la plus précieuse de la collection du musée contient principalement des objets d'art sacré gothique de grande qualité, transférés ici des églises de Silésie, par exemple la Madone aux Lions ou des Belles Madones (pl). Une riche sélection de peintures sur panneaux gothiques et de sculptures en bois est également présentée. Dans les couloirs se trouvent des exemples d'artisanat artistique gothique avec d'intéressantes collections de serrures et de clés, de pièces de monnaie et de sceaux.

### Art silésien desXVIIe–XIXesiècles
La galerie se compose de groupes d'épitaphes peintes de la Renaissance, du maniérisme et du baroque des XVIe et XVIIe siècles, de sculptures sacrées et de peintures du plus remarquable peintre baroque silésien, Michael Leopold Willmann. Des métiers d'art anciens sont exposés dans les couloirs (armes, orfèvrerie, grès silésiens, faïences, porcelaines, verres et tapisseries). Dans les salles suivantes de la galerie, on peut également admirer la peinture silésienne de la première moitié du XIXe siècle.

### Art polonais desXVIIe–XIXesiècles

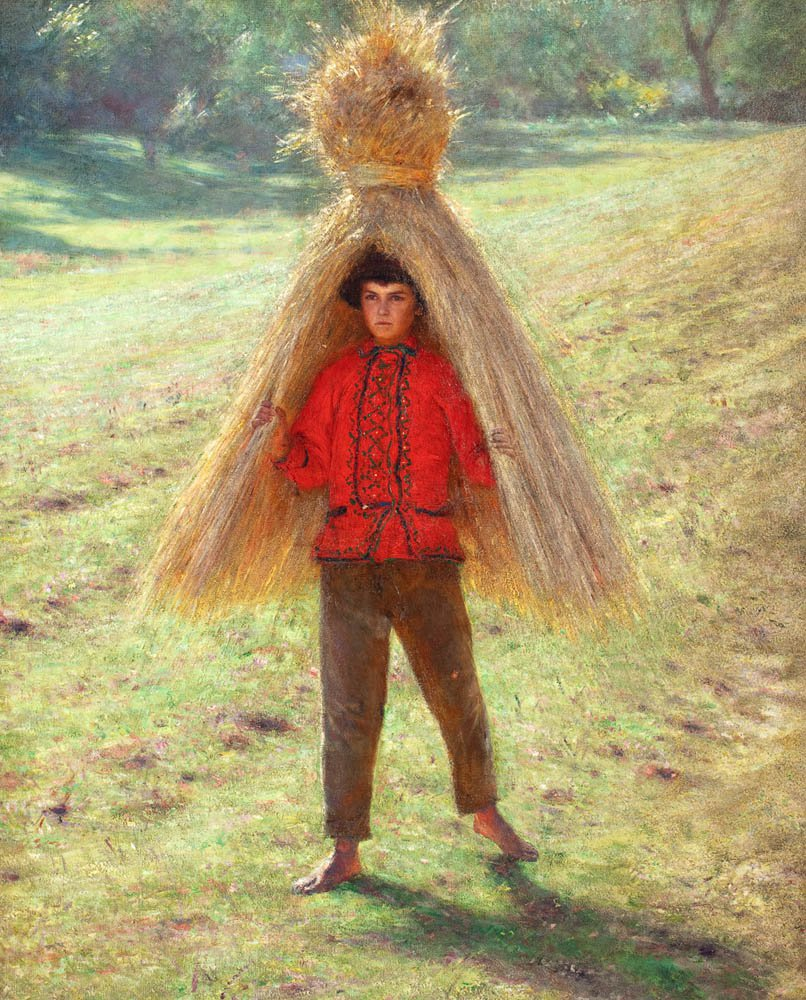
Aleksander Gierymski – Garçon portant une gerbe (1893)

Il présente principalement des œuvres de peinture, de sculpture et, dans une moindre mesure, d'artisanat d'art du XVIIe au début du XXe siècle. Il s'agit d'œuvres d'artistes polonais et d'artistes étrangers opérant dans l'ancienne République des Deux Nations. L'essentiel de la collection provient des collections de Lviv (Galerie municipale de Lviv, musée national du roi Jan III, et musée des princes Lubomirski (pl)) et de Kiev, transféré à Wrocław en 1946. La peinture domine, notamment les œuvres de Marcello Bacciarelli, Bernardo Bellotta, Anna Bilińska-Bohdanowiczowa, Józef Brandt, Józef Chełmoński, Wojciech Gerson, Aleksander Gierymski, Artur Grottger, Jacek Malczewski, Jan Matejko ou Piotr Michałowski.

### Art européen desXIVe–XXesiècles

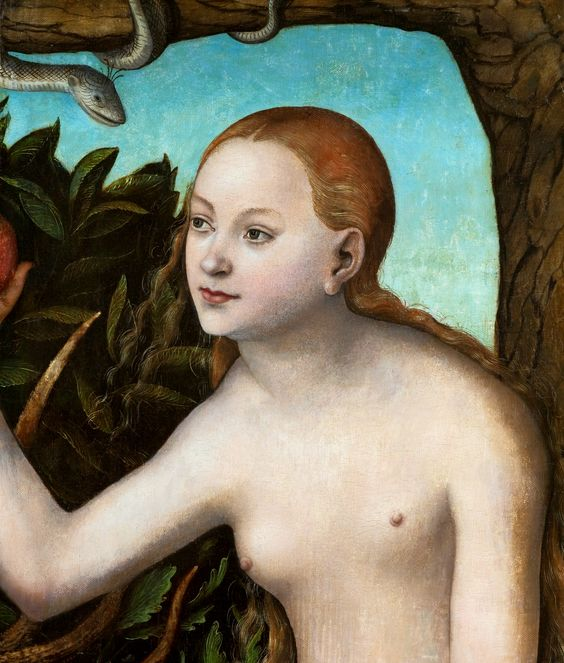
Lucas Cranach l'Ancien - Ève

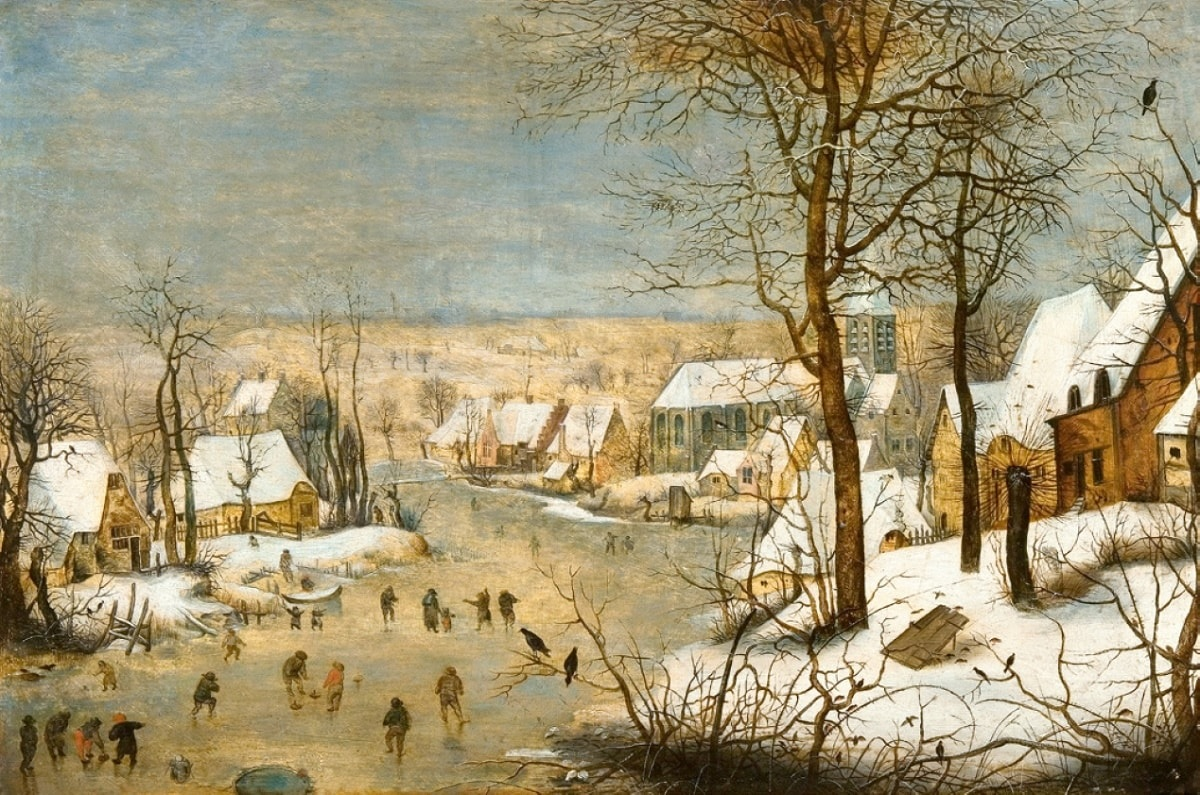
Pieter Brueghel le Jeune – Paysage hivernal avec patineurs et piège à oiseaux

Plus de 200 peintures réalisées depuis la Renaissance jusqu'à la première moitié du XXe siècle sont exposées ici. L'exposition commence par une comparaison de deux périodes de la Renaissance (italienne et nord-européenne), puis présente des œuvres de créateurs de l'âge d'or de la peinture hollandaise, du baroque italien et des exemples des tendances stylistiques les plus importantes, du classicisme, en passant par le romantisme, le réalisme, l'impressionnisme et le symbolisme.
Liste d'œuvres exposées :
- Erhard Altdorfer (La parabole de Lazare et scènes de l'histoire de Job)
- David Bailly (Portrait du prince Janusz Radziwiłł)
- Jan van Bijlert (Chez la maquerelle (pl))
- Albert Bouts (Jérôme le Pénitent)
- Jan Gerritsz. van Bronckhorst (Le Festival des Vendanges (Allégorie de l'automne) (pl))
- Agnolo Bronzino (La Vierge à l'Enfant avec St. Jean)
- Pieter Brueghel le Jeune (Paysage hivernal avec patineurs et piège à oiseaux)
- Marcello Bacciarelli (Stefan Czarniecki dans la bataille de Warka)
- Bernardo Bellotto (L'Entrée de Jerzy Ossoliński à Rome en 1633)
- Jean Chardin (Portrait d'un garçon)
- Marten van Cleve (Bagarre entre des paysans et un pèlerin)
- Lovis Corinth (Forêt lors de la crue du lac de Starnberg)
- Peter von Cornelius (Wirtshausszene)
- Lucas Cranach l'Ancien (Ève)
- Andries van Eertvelt (Tempête en mer)
- Tobias Fendt (pl) (La vision d'Ézéchiel)
- Frans Floris (Portrait d'une jeune fille en Diane)
- Frans Francken le Jeune (Crésus montrant ses trésors à Solon)
- Dirck Hals (La Compagnie aux Cartes)
- Ambrosius Holbein (Saint Paul)
- Jacob Jordaens (Saint Ivo aide les pauvres)
- Wilhelm Kalteysen (pl) (Madone dans la chambre (pl))
- Vassily Kandinsky (Soirée)
- Joseph Anton Koch (Glacier de Grindelwald dans les Alpes)
- Lucas van Leyden (Scènes de la vie de St. Marie-Madeleine)
- Lorenzo Lippi (Tobias et l'Archange Raphaël)
- Carel de Moor (Portrait d'enfant à la mésange)
- Georg Pencz (Le Christ couronné d'épines)
- Antoine Pesne (Géométrie)
- Leonardo di Francesco di Lazzaro Malatesta (Vierge à l'Enfant avec le chardonneret)
- Cosimo Rosselli (Adoration de l'Enfant)
- Giovanni Santi (Lamentation pour le Christ)
- Bartholomeus Spranger (Le Baptême du Christ au Jourdain)
- David Teniers fils (Adoration des Mages)
- Hans Thoma (Diane sous l'arbre)
- Ferdinand Georg Waldmüller (Adoption)
- Adriaen van der Werff (Mise au tombeau du Christ (pl))
- Élisabeth Vigée-Lebrun (Portrait d'Anna Biron von Curland, duchesse de Courlande)
- Simon de Vos (Noce villageoise)
- Francisco de Zurbarán (Le Christ à la colonne)

### Créateurs de miracles
Une exposition permanente préparée à l'occasion du 70e anniversaire de l'ouverture du Musée national de Wrocław. Elle présente trois collections : art du Moyen et Extrême-Orient, métiers d'art et culture matérielle, céramiques et verrerie artistiques contemporaines,.

## Galeries d'images

### Art silésien et polonais

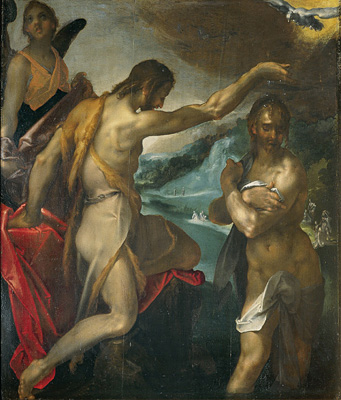
Bartholomeus Spranger – Baptême du Christ (1603)
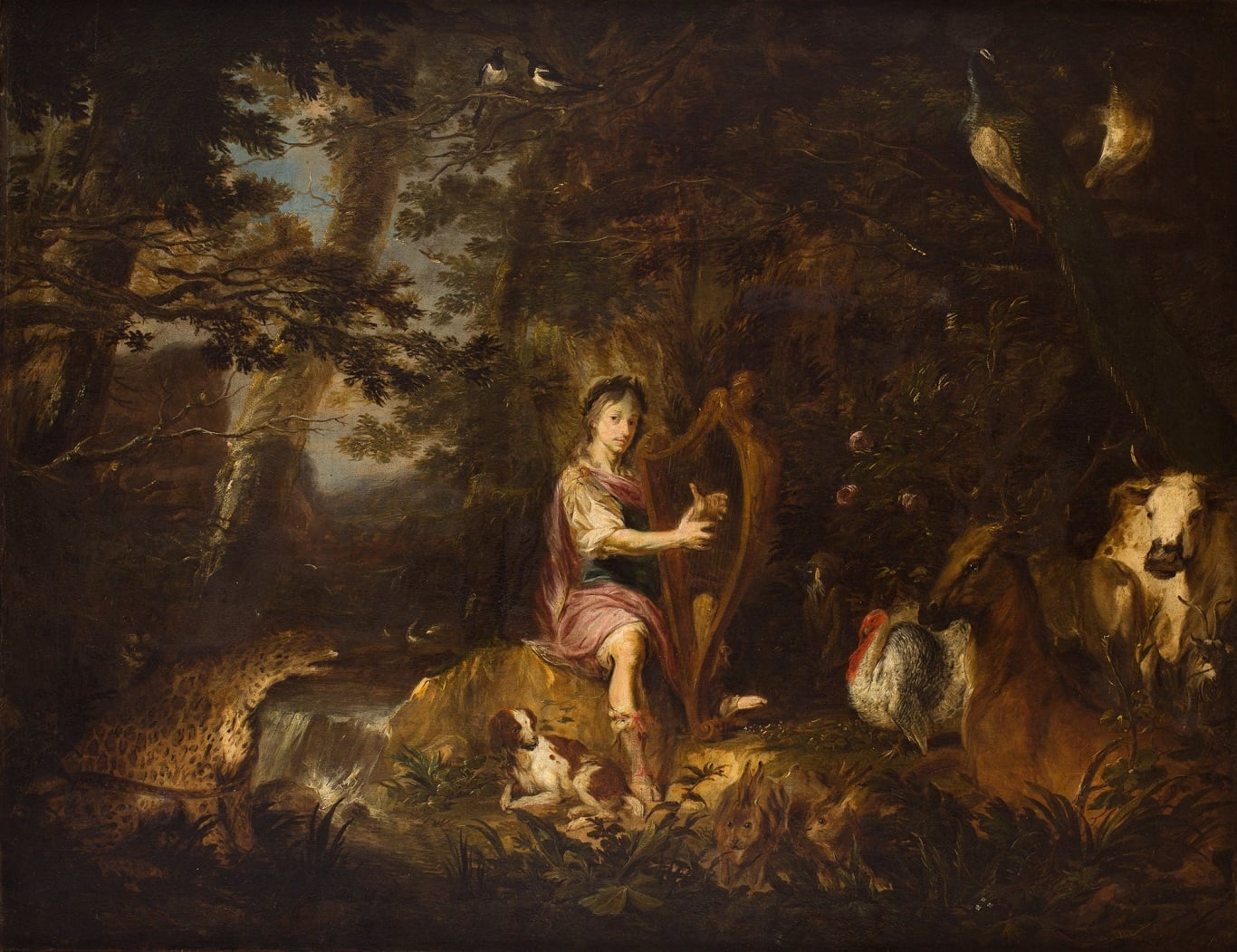
Michael Willmann – Orphée à la harpe (1670)
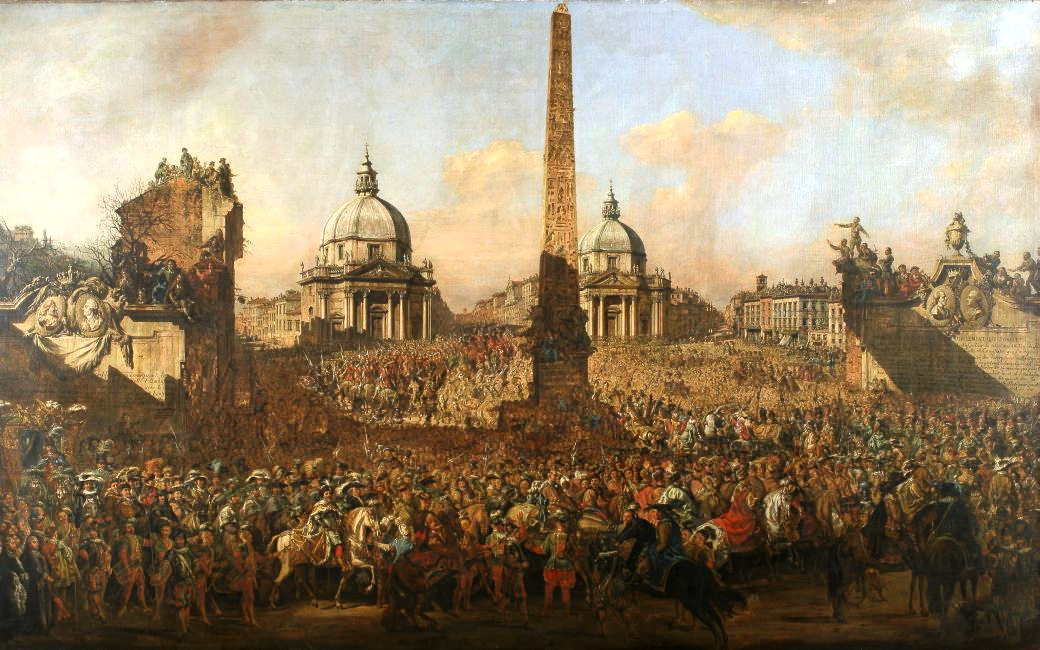
Bernardo Bellotto – Arrivée de l'ambassadeur Jerzy Ossoliński à Rome en 1633 (1779)
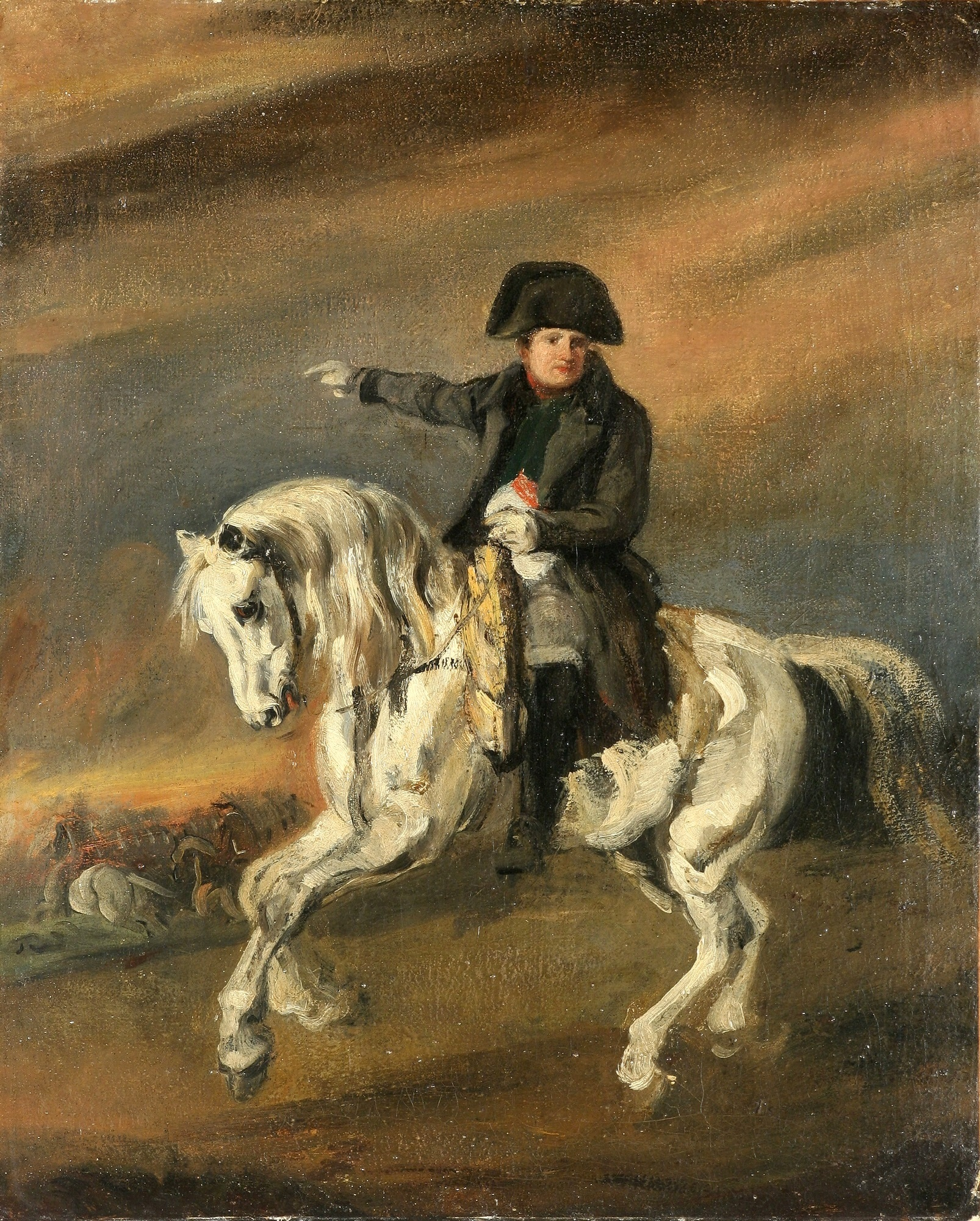
Piotr Michałowski – Napoléon donnant des ordres à cheval (1835–1837)
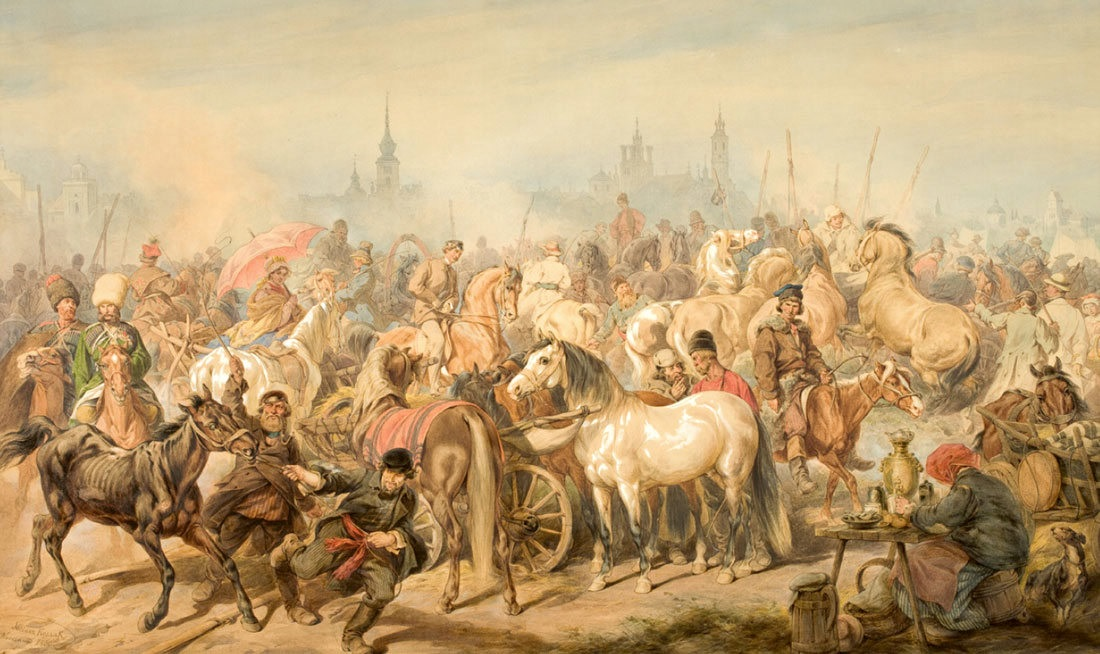
Juliusz Kossak – Marché aux chevaux à Prague (1866)
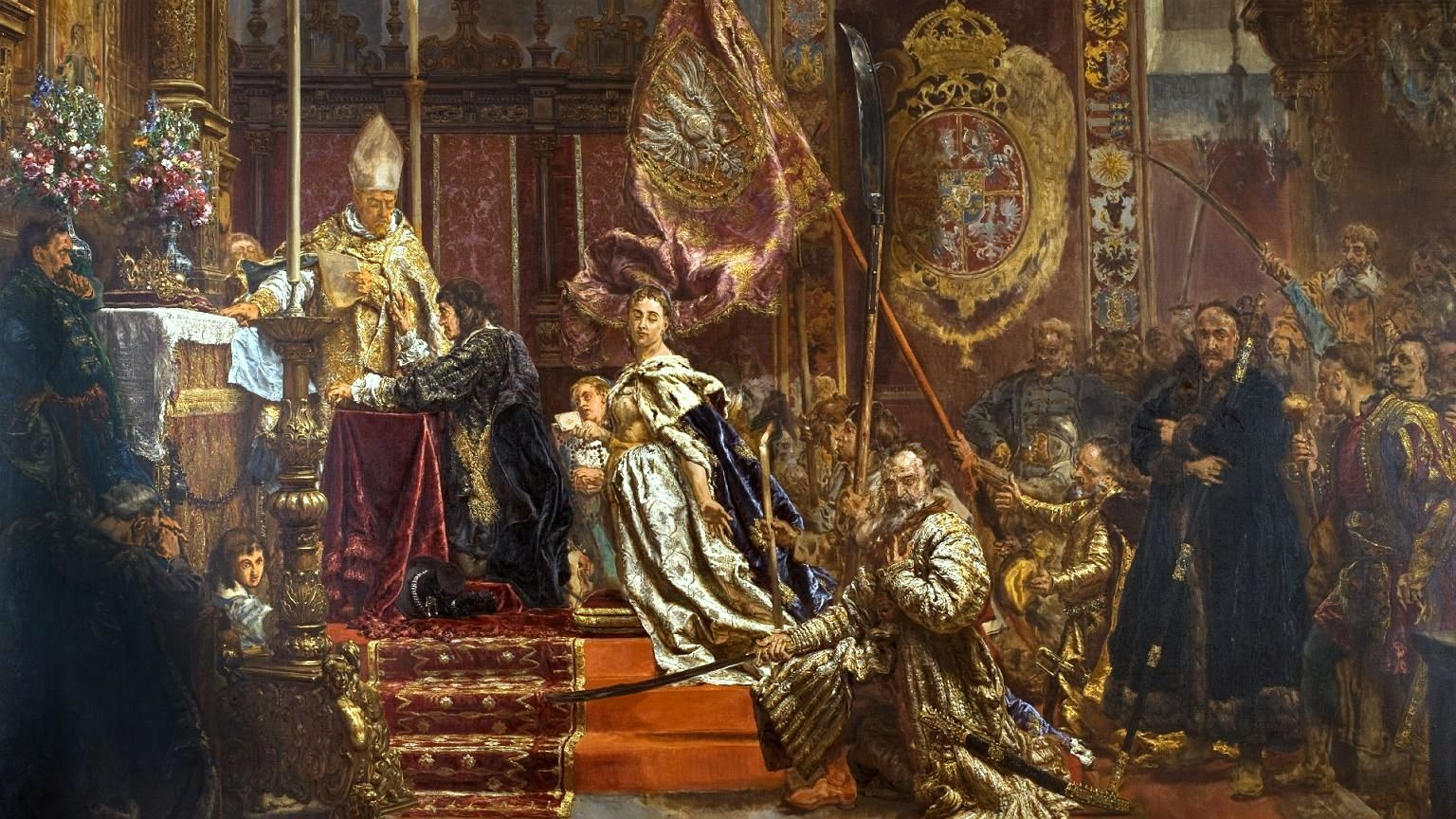
Jan Matejko – Les Vœux de Jean Casimir (1893)
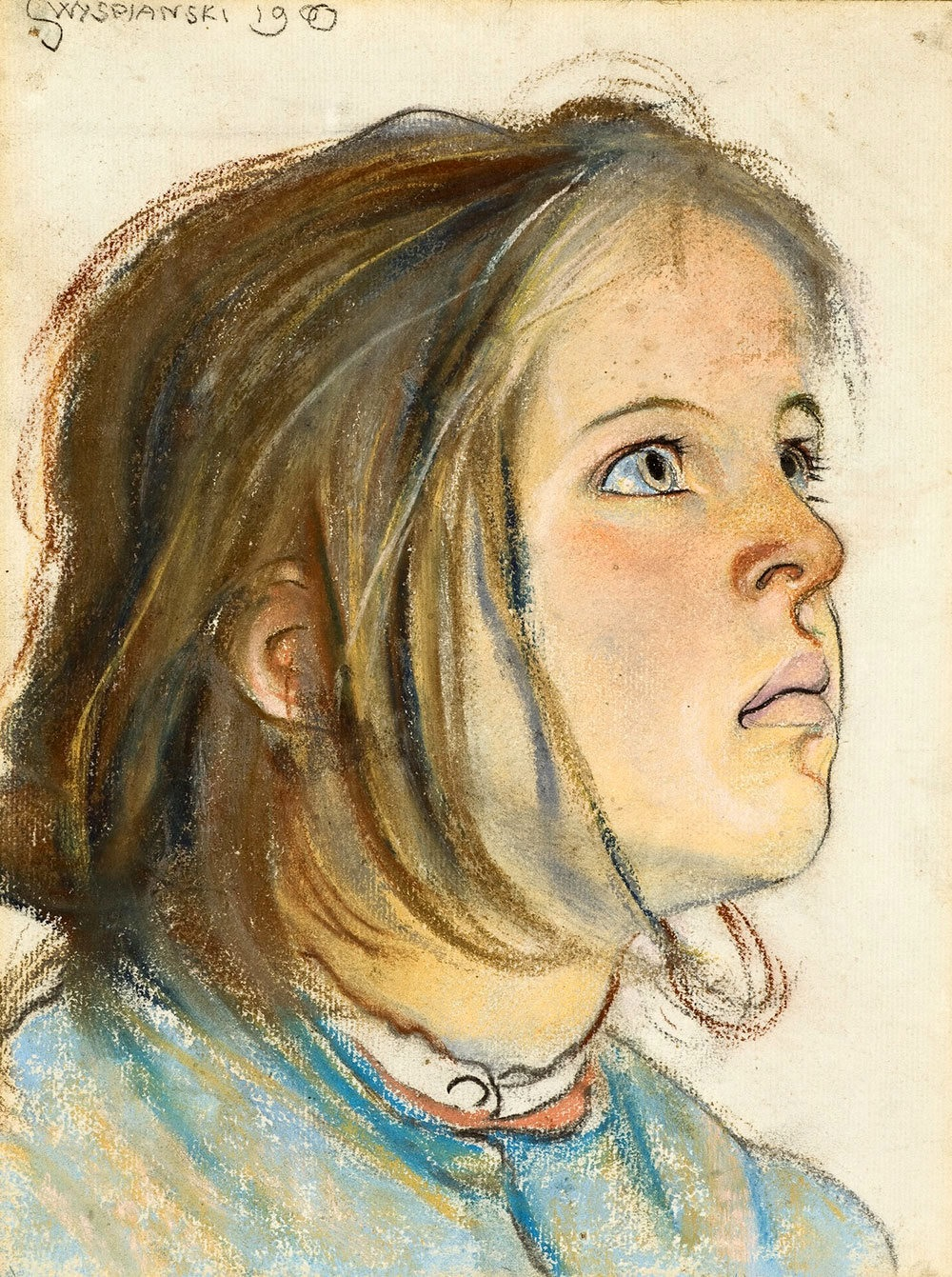
Stanisław Wyspiański –  Tête d'Hélène (1900)
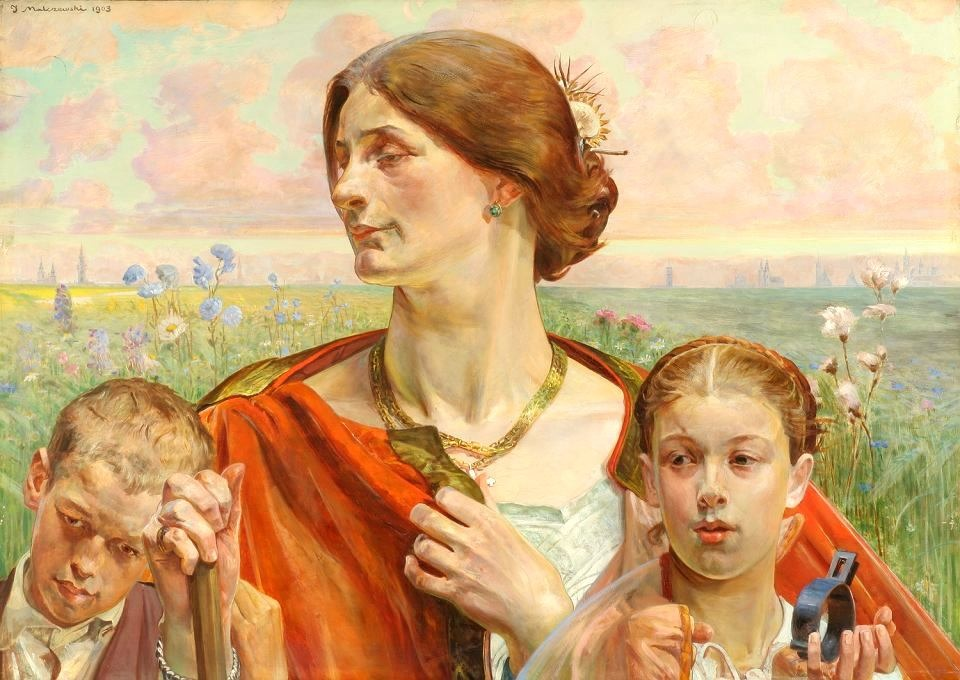
Jacek Malczewski – Patrie (1903)

### Art européen

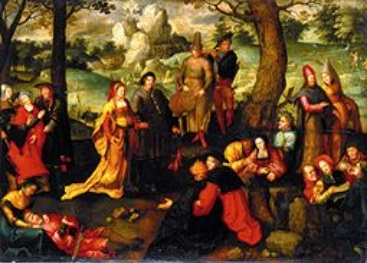
Lucas van Leyden – Scènes de la vie de Marie Madeleine (vers 1519)
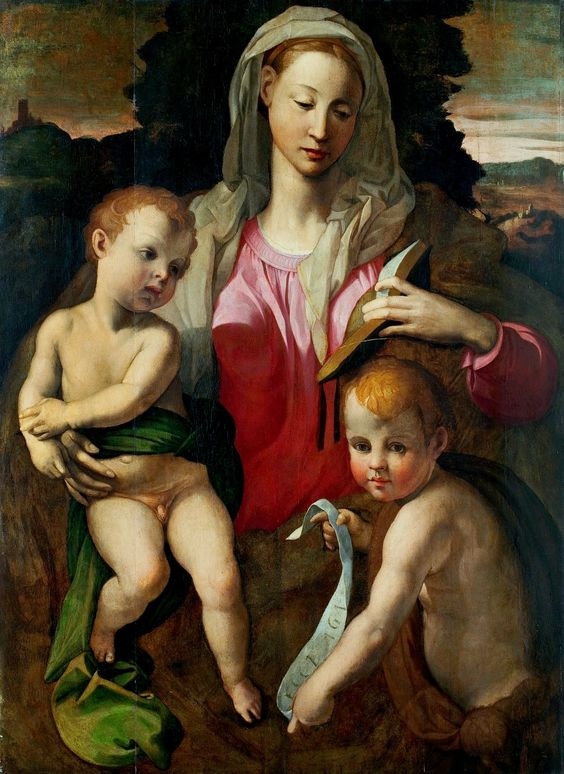
Agnolo Bronzino – Madone à l'enfant et saint Jean (1529–1530)
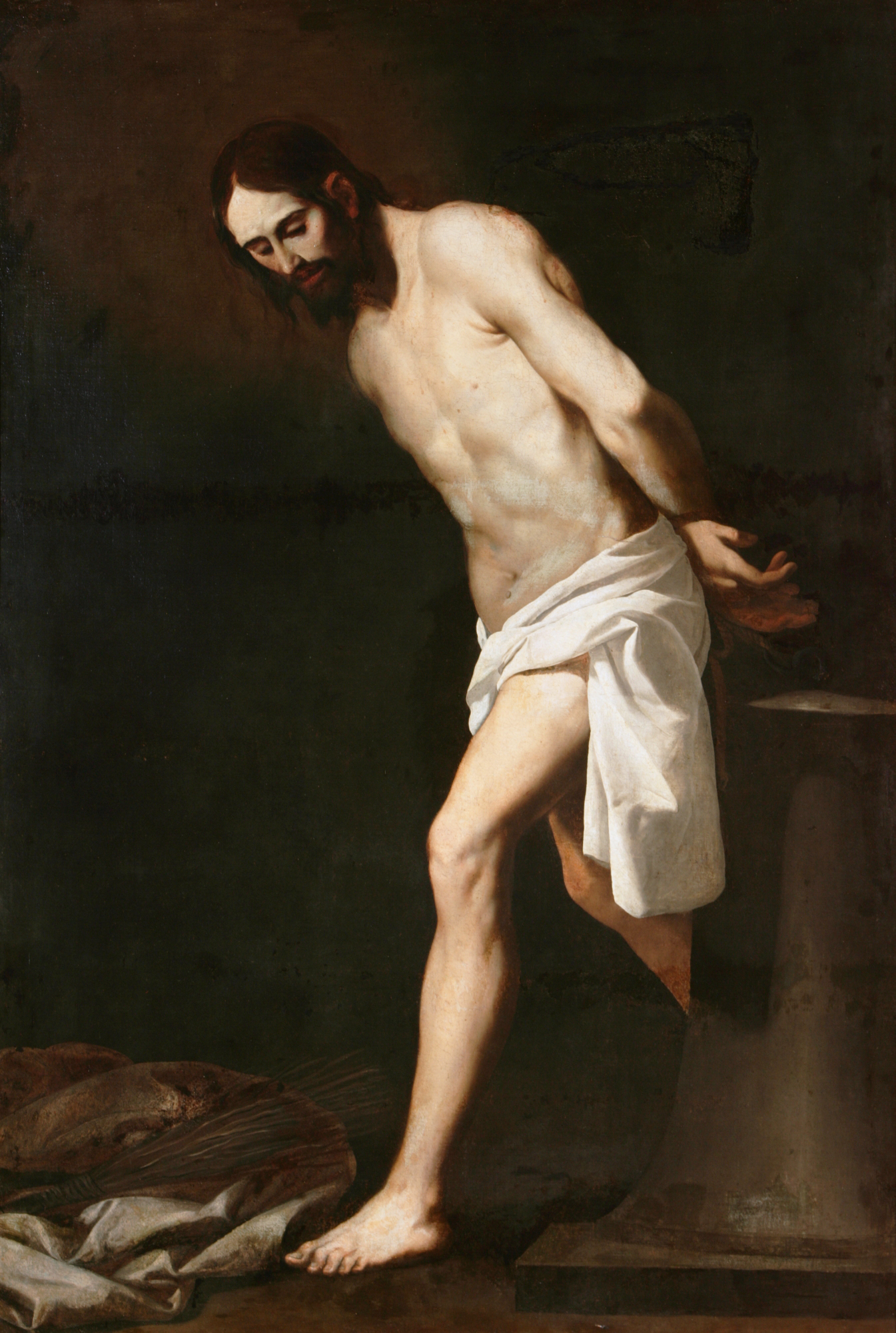
Francisco de Zurbarán – Christ à la colonne (1661)
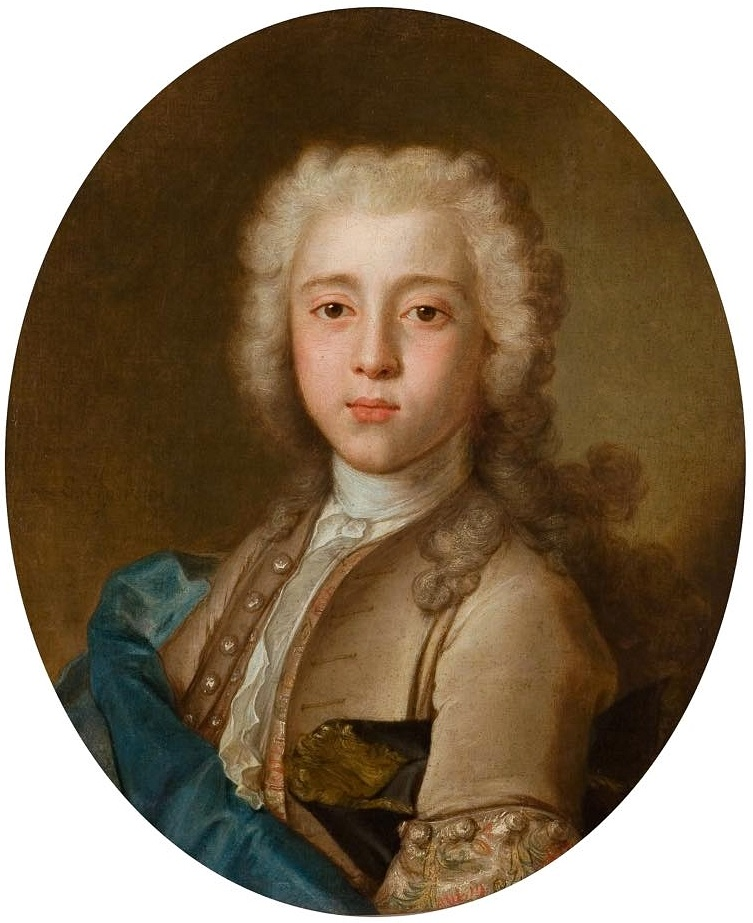
Jean Chardin – Portrait d'un garçon (vers 1735)
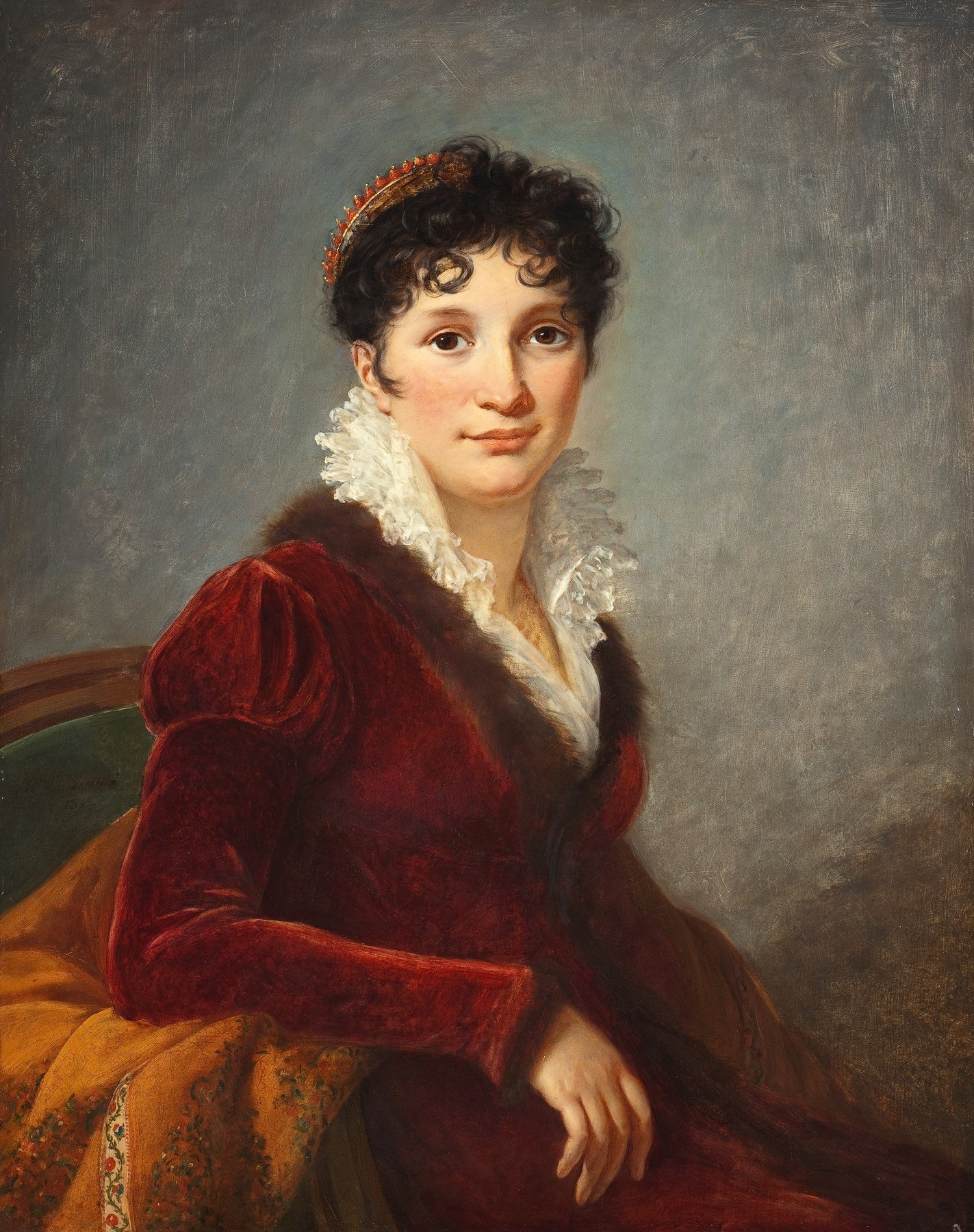
Élisabeth Vigée-Lebrun – Portrait de Fanny Biron, princesse de Courlande (1810)
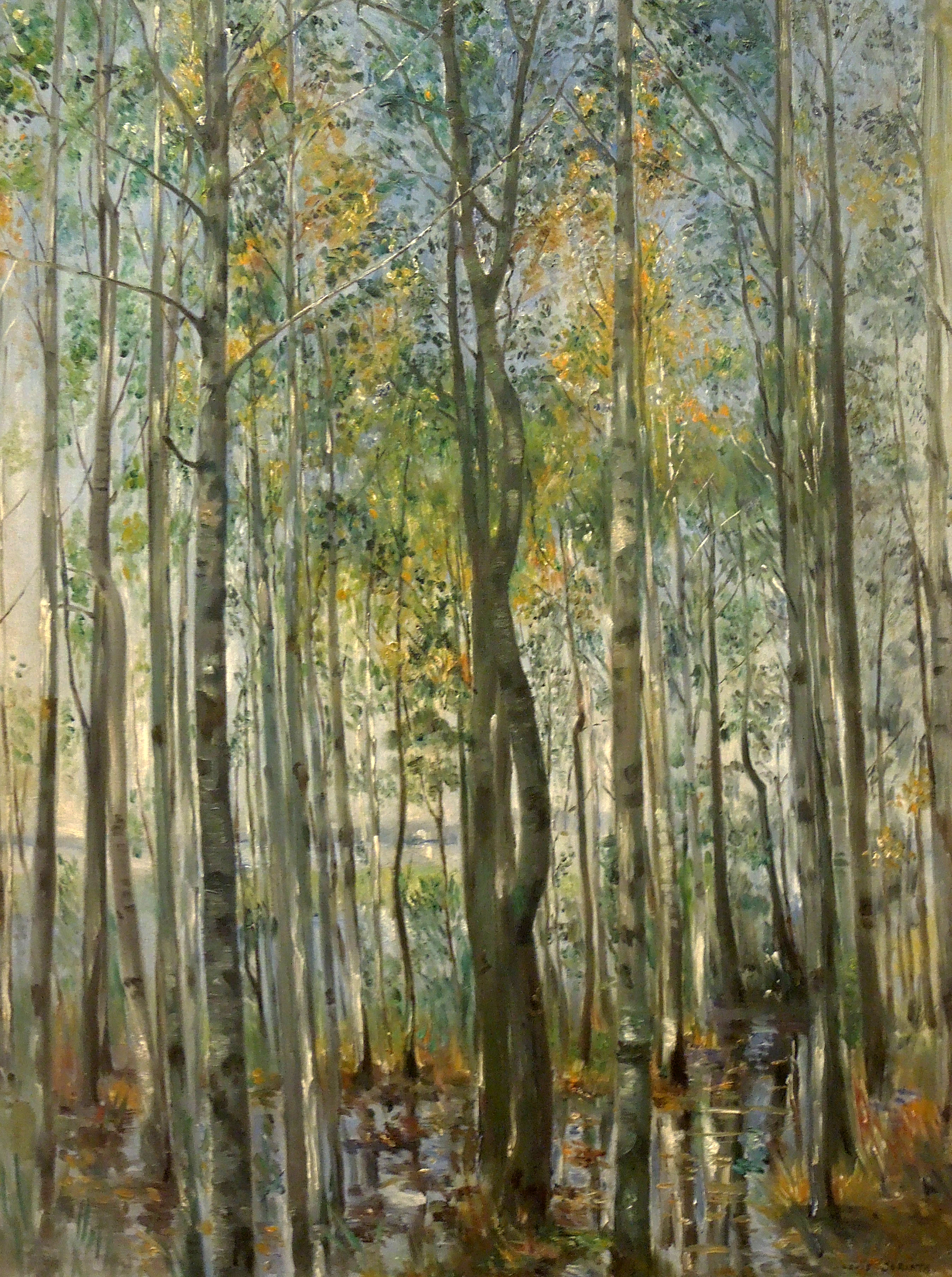
Lovis Corinth – Forêt lors de la crue du lac de Starnberg (1896)
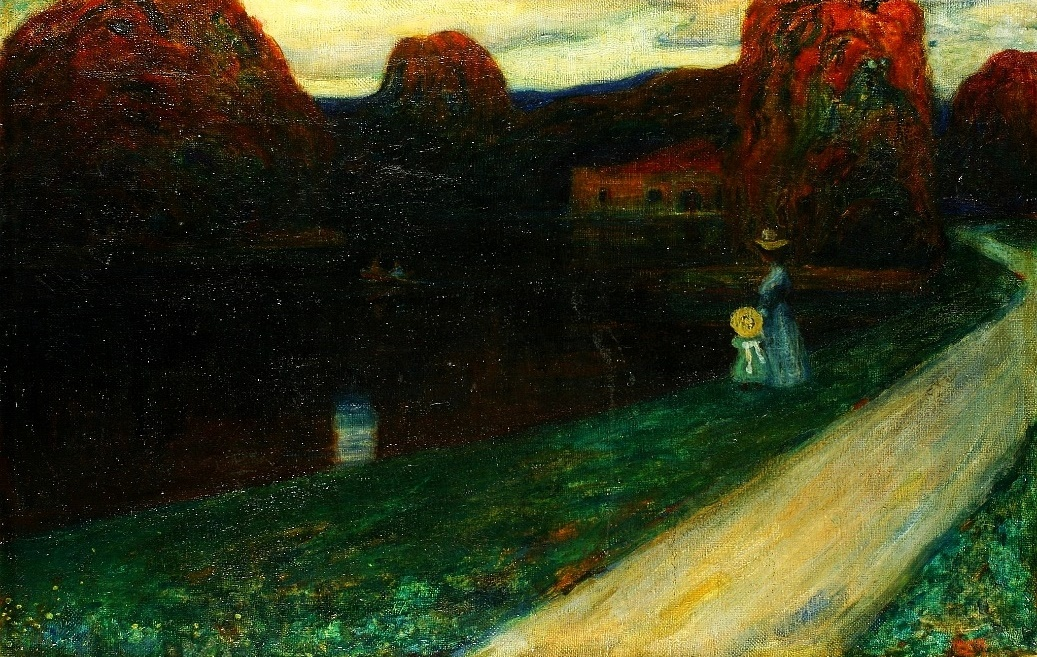
Wassily Kandinsky – Soirée (vers 1903)

## Filiales

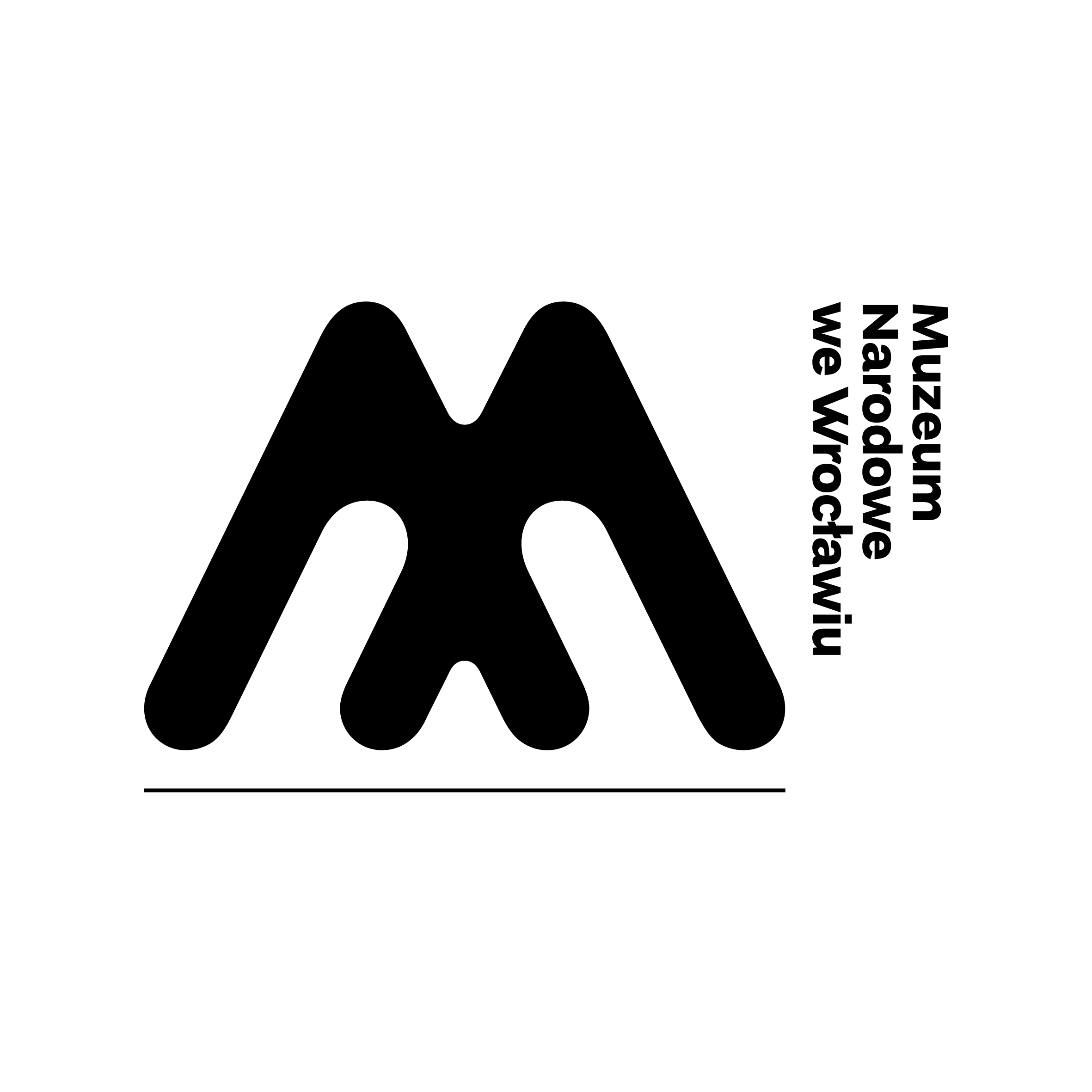
Logo du Musée National de Wrocław

Outre le bâtiment principal, le Musée national de Wrocław compte également trois succursales :
- Musée ethnographique de Wrocław (pl)
- Panorama de Racławice
- Pavillon des Quatre Coupoles (pl)